# Anton Felix Schindler
Anton Felix Schindler (Medlov, 13 de junho de 1795 - Bockenheim, 16 de janeiro de 1864) foi um músico austríaco e um dos primeiros biógrafos de Beethoven, que conheceu pessoalmente.

## Vida
Nasceu em Medlov, na atual República Checa. Morreu em Bockenheim, perto de Frankfurt am Main, Alemanha. Conheceu Ludwig van Beethoven em 1814 e passou a ser seu secretário em 1820, quando era maestro de concertos no Teatro Josefstaedter.
A sua Biographie von Ludwig van Beethoven (Vida de Beethoven) foi publicada pela primeira vez em 1840 e, na sua forma ampliada subsequente (1860), teve grande influência nas biografias posteriores de Beethoven. Porém, investigações posteriores desconstroem essencialmente a credibilidade em Schindler, devido às demonstradas falsificações ou outros assuntos dos Livros de Conversas de Beethoven (onde inseriu muitas linhas apócrifas depois da morte de Beethoven em 1827) e os seus exageros acerca do período em que esteve com o compositor. The Beethoven Compendium vai mais longe quando diz que "a sua propensão para a inexatidão e a invenção foi tão grande que virtualmente nada do que registou pode ser credível a menos que se apoie noutra evidência..." (Beethoven Compendium, pág. 52). Infelizmente, como a biografia de Beethoven de Maynard Solomon aponta, muitos estudiosos aceitaram o testemunho de Schindler como base para interpretar numerosos aspetos da vida e música do compositor antes que o problema fosse completamente resolvido, tal como "não será fácil tarefa separar os factos [de Schindler] das suas ficções" (Solomon, pág. XII).
Na edição revista desta biografia (1998), Solomon tomou outras medidas em relação à primeira edição para remover as interpretações baseadas em Schindler, exceto onde os pontos de vista de Schindler eram corroborados por outras fontes (Solomon, pág. XVIII). Estes esforços necessitaram provavelmente ser emulados pelos futuros estudiosos de Beethoven para esvaziar o registo de inexatidões gerado pelas falsidades de Schindler, que se relacionam de vez em quando não só com a vida de Beethoven mas também com a sua música. Um exemplo é o subtítulo da sonata para piano Op. 31 n.º 2 em ré menor, que por vezes se chama "A Tempestade" porque, segundo Schindler, Beethoven disse que a explicação para a sua música se poderia encontrar em A Tempestade de Shakespeare. Segundo o Beethoven Compendium, a asserção de Schindler neste tema é muito inverossímil (Beethoven Compendium, p. 149)

## Representação na mídia
No filme Minha Amada Imortal (Immortal Beloved, 1994) dirigido e escrito por Bernard Rose, baseado numa história fictícia acerca de Beethoven, um dos protagonistas é Schindler, personificado pelo ator Jeroen Krabbé, que investiga quem é a destinatária da famosa carta "à amada imortal", para lhe entregar a herança deixada pelo compositor.

## Publicações
- Anton Felix Schindler (1840): Biographie von Ludwig van Beethoven. [Biografia de Ludwig van Beethoven.] Münster. (2a. ed. 1845;  3a. ed. 1860; 5a. ed. 1927.)
- Anton Felix Schindler (1996).  Donald W. MacArdle, ed. Beethoven as I knew him. [S.l.]: Courier Dover Publications. ISBN 978-0-486-29232-8
- Anton Felix Schindler, Ignaz Moscheles (eds.), The life of Beethoven: including numerous characteristic traits and remarks on his musical works, Volumes 1-2, Gamut Music Co., 1966 (tradução e republicação)